# Naródnik
Naródnik o Naródniki (en plural), que se suele traducir como populista o populistas (en plural), es la denominación que ha recibido un heterogéneo grupo de movimientos y corrientes socialistas surgidos durante la segunda mitad del siglo XIX en Rusia. Algunos autores como por ejemplo Franco Venturi, uno de los mayores referentes en los estudios sobre populismo, sostienen la existencia de diferentes momentos y grupos con sus respectivas orientaciones y programas (algunos de carácter revolucionario marxista, otros más influenciados por ideas nihilistas y anarquistas que apelaban a la organización conspirativa y el terrorismo).  
La denominación Naródnichestvo (populismo) ha sido objeto de múltiples debates y controversias no solo entre los estudiosos del área y el ámbito académico sino también en la propia historia de aquellos que se han reconocido o han sido catalogados como populistas. Si bien es cierto que se suele hacer referencia al "populismo" como a un movimiento socialista alejado del marxismo clásico y antecesor de los más conocidos bolcheviques y/o mencheviques algunos autores han propuesto una relectura del campo de análisis teniendo en cuenta las variables socio históricas y políticas que han dado lugar al surgimiento de tales grupos, la relación de este naciente socialismo de raíces eslavas con el marxismo occidental y la implicancia del proceso revolucionario de los soviets en lo tocante a su denominación.
El término deriva de la expresión rusa Хождение в народ (en español: «Yendo hacia el pueblo»). El movimiento de los naródniki fue una especie de socialismo agrario, construido sobre entidades económicas autónomas; entre varios pueblos, enlazados entre ellos, en una especie de federación que sustituía al Estado. Su primera organización surgió en los años 1860 y se llamó Zemliá i Volia ('Tierra y Libertad').
De entre los máximos referentes asociados al Naródnichestvo o influenciados por sus ideas se suele destacar a las figuras de Aleksandr Herzen, Nikolái Chernyshevski, Piotr Tkachov, Serguéi Necháyev y Gueorgui Plejánov entre otros.

## Origen
Los naródniki surgieron en respuesta a los conflictos crecientes entre el campesinado y los kuláks o kulakí. Los grupos no establecieron una organización concreta, pero compartían el propósito general común de derrocar a la monarquía y a los kulakí, y distribuir la tierra entre los campesinos. Los naródniki creían por lo general que el socialismo no era necesariamente un resultado del desarrollo industrial, y que era posible saltar el capitalismo por entero como etapa hacia el socialismo para entrar directamente en un cierto tipo de socialismo.
El surgimiento del movimiento populista no puede comprenderse únicamente teniendo en cuenta el contexto social político y económico ruso sino que es necesario pensarlo en conexión con el lugar que el antiguo Imperio Zarista ocupaba en el concierto mundial de potencias de fines de siglo XIX. El desarrollo del modo de producción capitalista, las relaciones mercantiles transoceánicas así como la consolidación de los Estado Nación en Europa Occidental iban de la mano, aunque no siempre en el mismo orden, con la consolidación de los estado nación y formas constitucionales de gobierno. Ante el avance de tales procesos y el particular desarrollo experimentado por el pueblo ruso, el populismo apareció como una vía posible de superar el supuesto atraso de Rusia tomando como punto de apoyo la estructura agraria campesina y sus formas de organización. Es importante también considerar que en la mayoría de los casos, las agrupaciones y corrientes asociadas a este movimiento consistían en pequeños grupos surgidos de entre las capas intelectuales (o mejor dicho la intelligentsia) y que si bien muchos tenían intención de expandir sus ideas entre la población campesina, las campañas de prédica y reclutamiento de militantes no siempre obtenía resultados favorables. 
Los naródniki creían que el campesinado constituía la clase revolucionaria que derrocaría a la monarquía, considerando la comuna local como el embrión del socialismo. De todos modos, creían que el campesinado no conseguiría la revolución por sus propios medios, sino que la historia sólo podía ser hecha por héroes, personalidades destacadas, que guiarían a un campesinado, de otra forma pasiva, hacia la revolución.

## La campaña de 1874
En la primavera de 1874, los conflictos entre los kuláks y el campesinado trajeron tiempos turbulentos a los centros urbanos de Rusia, y la «intelectualidad naródnik» dejó las ciudades por los pueblos, yendo "entre el pueblo" (de aquí el nombre), tratando de enseñar a los campesinos su imperativo moral para rebelarse. Apenas encontraron apoyo.

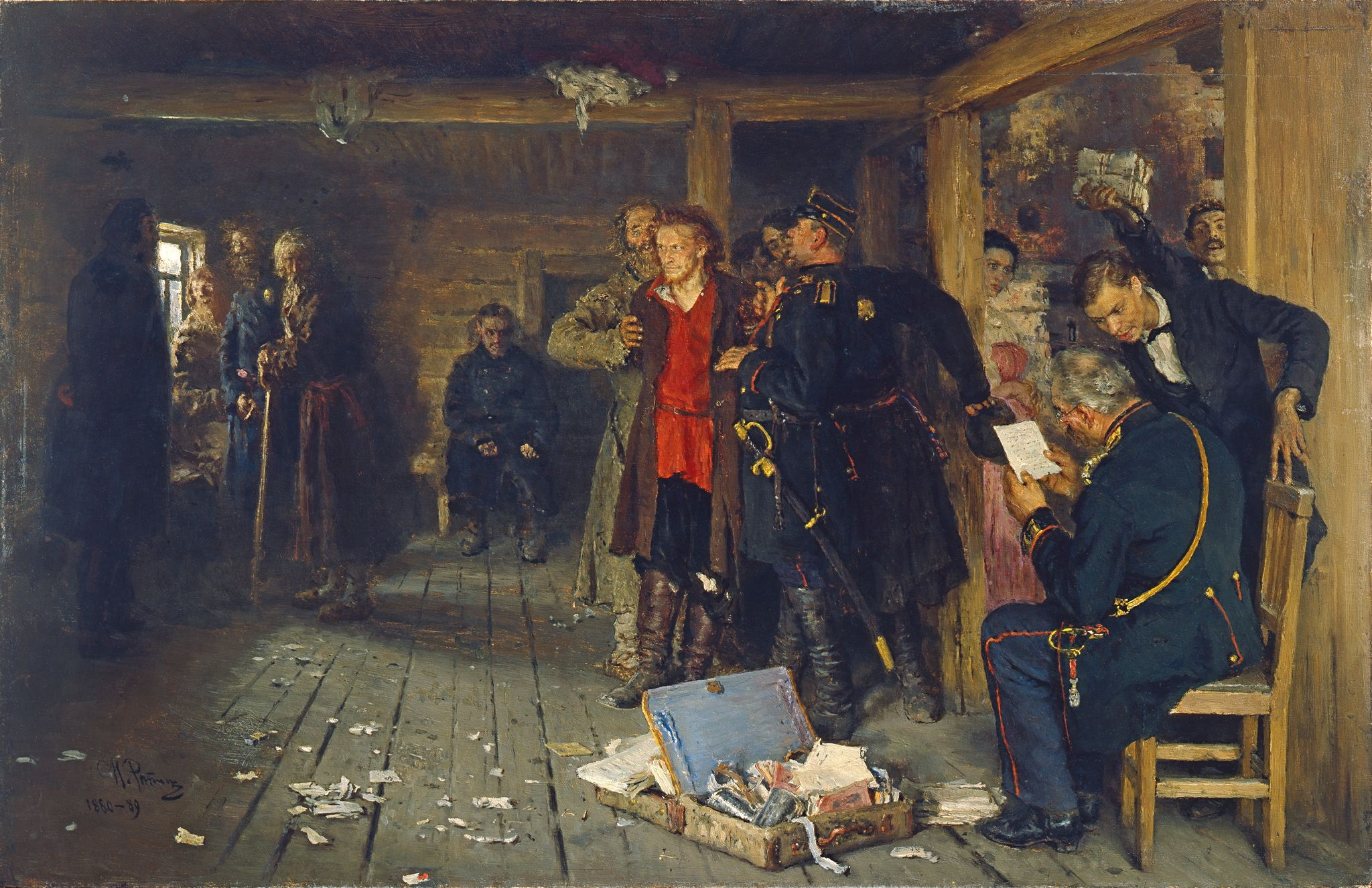
Arresto de un propagandista. Por Iliá Repin. 1892

Dado el fondo social de los naródniki, por lo general pertenecientes a la clase media y media-alta, no eran bien recibidos por los campesinos rusos y su cultura. Pasaron mucho tiempo aprendiendo costumbres campesinas, vestidos y danzas. En algunos casos, incluso tuvieron que aprender ruso, ya que los rusos acomodados del oeste generalmente hablaban francés o alemán.[cita requerida]
Al llegar a algunos pueblos o aldeas, vestidos apropiadamente y cantando y danzando lo que habían aprendido, muchos campesinos rusos, completamente desencantados del deslumbramiento de la Rusia occidental, los tomaron por brujas. Muchos fueron perseguidos por grupos de vigilantes, con frecuencia siendo hostigados con utensilios de labranza o sometidos a espantosas pruebas y quemados en la hoguera.[cita requerida]
La policía secreta zarista, Ojrana, respondió al intento con una represión extrema: los revolucionarios y sus simpatizantes campesinos fueron golpeados, aprisionados y exiliados. En 1877, los naródniki se rebelaron con el apoyo de miles de revolucionarios y campesinos. En todo caso, el movimiento fue una vez más rápida y brutalmente aplastado.[cita requerida]

## Crisis, transformación y legado
En respuesta a esta represión de una organización abierta y espontánea, se formó el primer partido revolucionario ruso: «La Voluntad del Pueblo» (del ruso: Naródnaya Volya), con un programa revolucionario adaptado a las condiciones extremadamente represivas: terrorismo conducido por una sociedad secreta.
Aunque este partido no duró mucho, los posteriores socialistas revolucionarios, socialistas populares y trudovikí compartieron todos tácticas similares, con ideas y prácticas originariamente establecidas por los naródniki.